# Veiligheidsonderzoek
Een veiligheidsonderzoek, in de betekenis van de Nederlandse Wet Veiligheidsonderzoeken van 1996, is een onderzoek naar een persoon dat wordt uitgevoerd voordat een werkgever deze te benoemen of aan te stellen in een vertrouwensfunctie. Veiligheidsonderzoeken worden in Nederland uitgevoerd door de MIVD en de AIVD, of namens deze laatste door de Nationale politie, de Koninklijke Marechaussee en de Dienst Bewaken en Beveiligen.

## Soorten onderzoek
De zwaarte van een onderzoek is evenredig met het belang van de functie waarvoor het onderzoek wordt uitgevoerd; er zijn daarvoor drie classificaties (A, B en C) waarbij A het zwaarste en C het lichtste onderzoek is qua diepgang. Tezamen met de onderzoeken voor enkele specifieke functies zijn er de volgende soorten veiligheidsonderzoeken:

### Door Unit Veiligheidsonderzoeken
Medewerkers van de Unit Veiligheidsonderzoeken (UVO) voeren veiligheidsonderzoeken uit. De UVO is een samengestelde afdeling van de AIVD en MIVD.
De volgende veiligheidsonderzoeken worden uitgevoerd door Unit Veiligheidsonderzoeken(UVO)van de AIVD of MIVD:
- A+ onderzoek, voor functies bij onder meer de AIVD of MIVD en het Cyber Analyse Team 5 (CAT-5).[2] Hierbij wordt hetzelfde gedaan als bij de normale A-onderzoeken, alleen wordt voor een wat bredere kring van personen naslag verricht.
- A-onderzoek, voor vertrouwensfuncties bij de rijksoverheid en bepaalde functies bij de politie. Dit is het diepste onderzoek. Hierbij wordt voor de betrokkene, diens partner, familieleden, vrienden en medebewoners naslag verricht in registers van de AIVD en MIVD, justitie en politie en worden gesprekken gevoerd met de betrokkene, door hem opgegeven personen (referenten) en personen die door de AIVD of MIVD zelf worden uitgekozen (informanten). In 2015 nam de AIVD in totaal 1146 besluiten op basis van A-onderzoeken.[3]
- B-onderzoek, voor vertrouwensfuncties bij de rijksoverheid en vitale civiele bedrijven. Hierbij wordt naslag verricht voor de betrokkene en diens partner in registers van de AIVD en justitie en worden alleen gesprekken gevoerd als de naslag daar aanleiding toe geeft. In 2015 nam de AIVD 3853 besluiten op basis van eigen B-onderzoeken en 2574 besluiten op onderzoeken via de diensten die dit gemandateerd uitvoeren.[3]
- C-onderzoek, voor de lichtste categorie vertrouwensfuncties. Hierbij wordt alleen voor de betrokkene naslag verricht in registers van de AIVD en justitie en worden geen gesprekken gevoerd. In 2015 nam de AIVD 581 besluiten op basis van C-onderzoeken.[3]

### Door de MIVD
De MIVD voert eveneens A, B en C-onderzoeken uit naar personen die een vertrouwensfunctie (gaan) vervullen bij het Ministerie van Defensie (waaronder de dienst zelf en de Nederlandse krijgsmacht) of bij de toeleverbedrijven die moeten voldoen aan de Algemene Beveiligingseisen voor Defensie-opdrachten (ABDO). Bij het Ministerie van Defensie zijn alle militaire functies alsmede 80% van de civiele functies aangewezen als vertrouwensfuncties waarvoor een veiligheidsonderzoek vereist is.
Bij de Koninklijke Marechaussee zijn alle functies aangewezen als vertrouwensfunctie. De niveaus zijn ook bij de Koninklijke Marechaussee op A of B. In het verleden waren deze niveaus E en D.
Echter zitten er wel verschillen in de onderzoeken hoe er geoordeeld wordt. Bij de Koninklijke Marechaussee mag men geen enkele veroordeling achter de naam hebben staan.
Sinds maart 2018 is het beleid van AIVD en MIVD aangaande veiligheidsonderzoeken geüniformeerd, ter voorbereiding op het samengaan van de Businessunit Veiligheidsonderzoeken van de AIVD en het Bureau Veiligheidsonderzoeken Defensie van de MIVD in de nieuw te vormen gezamenlijke Unit Veiligheidsonderzoeken (UVO).

### Door andere diensten
De volgende veiligheidsonderzoeken worden onder mandaat van de AIVD door andere diensten uitgevoerd:
- BL-onderzoek, voor functies in de burgerluchtvaart (vertrouwensfuncties op de Luchthaven Schiphol, op beschermde delen van regionale luchthavens en de bemanning van Nederlandse vliegtuigen). Dit onderzoek wordt uitgevoerd door de Koninklijke Marechaussee onder mandaat van de AIVD. Het is vergelijkbaar met een B-onderzoek,[bron?] zij het dat de betrokkene en diens partner ook in enkele politiesystemen wordt nageslagen en er geen gesprekken plaatsvinden. Worden bij dit onderzoek justitiële antecedenten aangetroffen, dan wordt het dossier overgedragen aan de AIVD.
- P-onderzoek, voor bepaalde functies bij de Nationale politie, uitgevoerd door de afdeling Veiligheid Integriteit en Klachten (VIK) van een regionale politie-eenheid onder mandaat van de AIVD. Hierbij wordt voor de betrokkene en diens partner naslag verricht in enkele registers van de politie, hetgeen voor hen en voor een kring van personen rondom hen ook wordt gedaan in registers van justitie. Bovendien is er een gesprek met de betrokkene.
- KH-onderzoek, sinds 2004 voor functies bij de Dienst van het Koninklijk Huis, uitgevoerd door de Dienst Bewaken en Beveiligen onder mandaat van de AIVD. Net als bij een P-onderzoek wordt hierbij voor de betrokkene en diens partner naslag verricht in enkele registers van de politie, hetgeen voor hen en voor een kring van personen rondom hen ook wordt gedaan in registers van justitie.

Er worden geen veiligheidsonderzoeken uitgevoerd voor rechtsprekende leden van de rechterlijke macht, leden van de Raad van State, van de Algemene Rekenkamer en de functie van nationale ombudsman. Hetzelfde geldt voor politieke functies zoals leden van de Tweede Kamer, ministers en staatssecretarissen. Wel kan de AIVD op verzoek van een politieke partij resp. kabinetsformateur een screening doen waarbij naslag wordt gedaan in de eigen registers.

## Criteria en methodes
Omtrent criteria bij veiligheidsonderzoeken zijn beleidsregels opgesteld, bijvoorbeeld dat voor een veiligheidsonderzoek voor een Schipholfunctie het naslaan op justitiële antecendenten in principe niet langer teruggaat dan 8 jaar. Zaken waarbij de betrokkene nog geen 18 was, worden in principe (niet als regel) afgedaan als jeugdzonde. Hier kan men echter van afwijken wanneer het zeer ernstige zaken betreft. Bij defensie gelden echter strictere regels: daar zijn justitiële antecendenten een no-go, wanneer er sprake is van een veroordeling van 6 maanden gevangenisstraf (of 240 uur dienstverlening) of meer.
Onderdeel van het proces kan verder zijn een veldonderzoek, waarbij gesprekken met referenties en de betreffende persoon een beeld moet geven van de stabiliteit van de persoon en mogelijk chantabel gedrag. Dit veldonderzoek vindt enkel plaats wanneer het een A-onderzoek is, of indien daarvoor aanleiding is (er zijn bijvoorbeeld justitiële antecedenten of de onderzochte is lid van, of steunt een anti-democratische organisatie). Voor het onderzoek mogen geen bijzondere bevoegdheden of bijzondere inlichtingenmiddelen worden ingezet.

## Verklaring van Geen Bezwaar
Het resultaat van het onderzoek is een Verklaring van Geen Bezwaar (VGB) of een weigering daarvan. Als de dienst die het onderzoek uitvoert van plan is de verklaring te weigeren, krijgt de betrokkene dit eerst gemeld. Hij/zij is dan in de gelegenheid een verklaring te verdedigen voor de geconstateerde feiten. Hierna zal de dienstverlenende instelling haar bevinding aan de opdrachtgever melden. Als dit nog steeds een weigering is, zijn er nog beroepsmogelijkheden voor de betrokkene.
Een Verklaring van Geen Bezwaar is in principe 5 jaar geldig. Daarna moet het onderzoek worden herhaald. In sommige gevallen wordt het onderzoek tussentijds herhaald, bijvoorbeeld wanneer er vermoedens zijn van het plegen van strafbare feiten. In een dergelijk geval is het niet nodig om daadwerkelijk veroordeeld te zijn: een simpele verdenking is al voldoende om over te gaan tot intrekking van de Verklaring van Geen Bezwaar.

## Aantallen onderzoeken
De AIVD verricht veiligheidsonderzoeken voor personen die een vertrouwensfunctie (gaan) vervullen bij de rijksoverheid, vitale civiele bedrijven en de burgerluchtvaart. Een groot deel van deze onderzoeken zijn gemandateerd aan de politie, de Koninklijke Marechaussee en de Dienst Bewaken en Beveiligen. De aantallen zijn te vinden in de onderstaande tabel, waarbij die voor geweigerde en ingetrokken Verklaringen van Geen Bezwaar voor het overgrote deel de burgerluchtvaart (toegang tot Schiphol) betroffen:
| Veiligheidsonderzoeken verricht door de AIVD | Veiligheidsonderzoeken verricht door de AIVD | Veiligheidsonderzoeken verricht door de AIVD | Veiligheidsonderzoeken verricht door de AIVD | Veiligheidsonderzoeken verricht door de AIVD | Veiligheidsonderzoeken verricht door de AIVD | Veiligheidsonderzoeken verricht door de AIVD | Veiligheidsonderzoeken verricht door de AIVD | Veiligheidsonderzoeken verricht door de AIVD | Veiligheidsonderzoeken verricht door de AIVD | Veiligheidsonderzoeken verricht door de AIVD | Veiligheidsonderzoeken verricht door de AIVD | Veiligheidsonderzoeken verricht door de AIVD | Veiligheidsonderzoeken verricht door de AIVD | Veiligheidsonderzoeken verricht door de AIVD | Veiligheidsonderzoeken verricht door de AIVD |
|                                              | 2006                                         | 2007                                         | 2008                                         | 2009                                         | 2010                                         | 2011                                         | 2012                                         | 2013                                         | 2014                                         | 2015                                         | 2016                                         | 2017                                         | 2018                                         | 2019                                         | 2020                                         |
| -------------------------------------------- | -------------------------------------------- | -------------------------------------------- | -------------------------------------------- | -------------------------------------------- | -------------------------------------------- | -------------------------------------------- | -------------------------------------------- | -------------------------------------------- | -------------------------------------------- | -------------------------------------------- | -------------------------------------------- | -------------------------------------------- | -------------------------------------------- | -------------------------------------------- | -------------------------------------------- |
| Onderzoeken                                  | 11.798                                       | 12.983                                       | 11.545                                       | 9.796                                        | 8.999                                        | 9.021                                        | 5.684                                        | 7.512                                        | 8.471                                        | 7.253                                        | 8.259                                        | 8.964                                        | 10.538                                       | 10.228                                       | 10.279                                       |
| Weigeringen                                  | 776                                          | 579                                          | 793                                          | 645                                          | 449                                          | 614                                          | 990                                          | 716                                          | 958                                          | 901                                          | 784                                          | 647                                          | 1034                                         | 1110                                         | 673                                          |
| Gemandateerd                                 | 33.755                                       | ?                                            | ?                                            | 31.737                                       | 33.782                                       | 29.904                                       | 32.177                                       | 26.409                                       | 31.518                                       | 32.958                                       | 27.257                                       | 36.495                                       | 33.096                                       | 36.275                                       | 22.395                                       |

De aantallen veiligheidsonderzoeken die verricht werden door de MIVD, alsmede de aantallen geweigerde en ingetrokken Verklaringen van Geen Bezwaar, zijn te vinden in de onderstaande tabel:
| Veiligheidsonderzoeken verricht door de MIVD | Veiligheidsonderzoeken verricht door de MIVD | Veiligheidsonderzoeken verricht door de MIVD | Veiligheidsonderzoeken verricht door de MIVD | Veiligheidsonderzoeken verricht door de MIVD | Veiligheidsonderzoeken verricht door de MIVD | Veiligheidsonderzoeken verricht door de MIVD | Veiligheidsonderzoeken verricht door de MIVD | Veiligheidsonderzoeken verricht door de MIVD | Veiligheidsonderzoeken verricht door de MIVD | Veiligheidsonderzoeken verricht door de MIVD | Veiligheidsonderzoeken verricht door de MIVD | Veiligheidsonderzoeken verricht door de MIVD | Veiligheidsonderzoeken verricht door de MIVD | Veiligheidsonderzoeken verricht door de MIVD | Veiligheidsonderzoeken verricht door de MIVD |
|                                              | 2006                                         | 2007                                         | 2008                                         | 2009                                         | 2010                                         | 2011                                         | 2012                                         | 2013                                         | 2014                                         | 2015                                         | 2016                                         | 2017                                         | 2018                                         | 2019                                         | 2020                                         |
| -------------------------------------------- | -------------------------------------------- | -------------------------------------------- | -------------------------------------------- | -------------------------------------------- | -------------------------------------------- | -------------------------------------------- | -------------------------------------------- | -------------------------------------------- | -------------------------------------------- | -------------------------------------------- | -------------------------------------------- | -------------------------------------------- | -------------------------------------------- | -------------------------------------------- | -------------------------------------------- |
| Onderzoeken                                  | 33.032                                       | 30.958                                       | 31.809                                       | 24.717                                       | 18.000                                       | 14.000                                       | 15.000                                       | 17.000                                       | 18.500                                       | 19.500                                       | 18.500                                       | 17.106                                       | 17.250                                       | 16.882                                       | 15.076                                       |
| Weigeringen                                  | 217                                          | 200                                          | 89                                           | 144                                          | 135                                          | 15                                           | 92                                           | 86                                           | 80                                           | 60                                           | 21                                           | -                                            | 23                                           | 27                                           | 41                                           |
| Intrekkingen                                 | 13                                           | 12                                           | 6                                            | 15                                           | 5                                            | 7                                            | 59                                           | 35                                           | 32                                           | 23                                           | 18                                           | -                                            | -                                            | -                                            | -                                            |

De gezamenlijke Unit Veiligheidsonderzoeken (UVO) nam in 2022 71.343 besluiten over het verlenen van een Verklaring van Geen Bezwaar, 754 daarvan waren negatief. De UVO zelf voerde 30.282 onderzoeken uit (14.934 door de AIVD en 15.348 door de MIVD), terwijl de Nationale Politie en de Koninklijke Marechaussee onder mandaat van de AIVD 41.061 onderzoeken deden. Per 1 januari 2023 is het mandaat voor de politie beëindigd, aangezien met de inwerkingtreding van de nieuwe politiewet, de politie voortaan zelf betrouwbaarheidsonderzoeken zal uitvoeren.

## Internationale organisaties
De AIVD voert, als verantwoordelijke National Security Authority (NSA) voor Nederland, ook veiligheidsonderzoeken uit wanneer Nederlanders een security clearance nodig hebben voor werkzaamheden voor de NAVO, de Europese Unie (EU) of de European Space Agency (ESA). De door deze organisaties gehanteerde classificatieniveaus komen als volgt overeen met de Nederlandse A, B en C-niveaus:
- NATO/EU/ESA Confidential = C-niveau
- NATO/EU/ESA Secret = B-niveau
- NATO/EU/ESA (Cosmic) Top Secret = A-niveau